# Сарти, Джузеппе
Джузе́ппе Са́рти (итал. Giuseppe Sarti; крещён 1 декабря 1729, Фаэнца — 28 июля 1802, Берлин) — итальянский композитор, капельмейстер, музыкальный педагог. Около 20 лет жил и работал в России, внёс существенный вклад в историю российской музыкальной культуры.

## Очерк биографии и творчества
Сын ювелира, любительски игравшего на скрипке, Сарти получил начальное музыкальное образование в церковном хоре мальчиков, в дальнейшем учился в Падуе у Франческо Антонио Валлотти, а затем в Болонье у знаменитого падре Мартини. Уже к концу 1740-х годов Сарти получил должность органиста в кафедральном соборе Фаэнцы, однако в 1750 году оставил её с намерением посвятить себя опере. В 1752 году в Венеции была поставлена первая достоверно известная опера Сарти «Король-пастух» (итал. Il re pastore, на популярное либретто Метастазио), в том же году Сарти возглавил оперный театр в Фаэнце, а в декабре принял приглашение итальянского импресарио Пьетро Минготти стать музыкальным руководителем оперной антрепризы, работавшей в Копенгагене.
Прибыв в Копенгаген в 1753 году, Сарти быстро завоевал признание при дворе короля Фредерика V, двумя годами позже получив должность королевского капельмейстера (и возглавив таким образом Датский королевский оркестр); Сарти также давал уроки музыки кронпринцу, будущему Кристиану VII. В 1765 году Сарти отправился в Италию, чтобы обеспечить копенгагенскую труппу новыми исполнителями, однако последовавшая смерть Фредерика V сделала его возвращение сомнительным, и в 1766 году он возглавил хор одной из венецианских консерваторий. Затем, однако, новое правительство Дании подтвердило полномочия Сарти, и в 1768 году он вернулся в Копенгаген, где проработал ещё семь лет, закончившихся, однако, банкротством итальянской оперной труппы в 1772 году и судебным решением 1775 года, предписывавшим композитору покинуть страну. За годы работы в Дании Сарти написал и поставил не только ряд итальянских опер, наиболее заметная из которых — «Покинутая Дидона» (итал. Didone abbandonata, 1762), но и несколько зингшпилей с датским либретто.
По завершении датского периода своей карьеры Сарти в 1775—1779 годах возглавлял одну из венецианских консерваторий, а затем при посредничестве Джованни Паизиелло получил должность музыкального руководителя Миланского кафедрального собора. Одновременно он не прекращал оперного творчества, написав в Италии несколько наиболее известных своих опер: «Деревенская ревность» (итал. Le gelosie villane; 1776), «Ахилл на Скиросе» (итал. Achille in Sciro; 1779), «Юлий Сабин» (итал. Giulio Sabino; 1781) и особенно «Двое ссорятся — третий радуется» (итал. Fra i due litiganti il terzo gode; 1782); эта последняя была два года спустя с огромным успехом поставлена в Вене, и ария из неё была использована В. А. Моцартом, с которым Сарти встречался в Вене, в сцене ужина в финальном акте оперы «Дон Жуан». В Милане у Сарти учился Луиджи Керубини.
В 1784 году Сарти был приглашён на смену Паизиелло в Санкт-Петербург в качестве придворного капельмейстера Екатерины II. В этом качестве он написал и поставил оперы «Утешенные любовники» (итал. Gli amanti consolati; 1785), «Мнимые наследники» (итал. I finti eredi; 1785), «Кастор и Поллукс» (1786), «Армида и Ринальдо» (итал. Armida e Rinaldo; 1786, на основе более ранней оперы «Армида» датского периода). Сценическая жизнь обеих последних опер оказалась недолгой. Оперной диве Луизе Тоди (благодаря её близости к императрице) удалось испортить отношение санкт-петербургского двора к Сарти и в конце 1786 года капельмейстеру пришлось подать в отставку.
В 1787–1791 годах Сарти находился на службе у князя Потёмкина, работал на юге России, главным образом, в Кременчуге и в Киеве. В эти годы Сарти был увлечён идеей создания собственной музыкальной академии в Екатеринославе, но поскольку город только строился, он затеял организацию учебного заведения в кременчугском дворце Потёмкина. Во вновь созданную академию Сарти привлёк итальянских музыкантов, среди них гобоист Бранкино (Ф. Бранка), клавесинист и теоретик музыки Ф. даль'Окка, виолончелист А. Дельфино, кастрат-сопранист А. Бравура. Как долго продолжались занятия в Екатеринославской (фактически Кременчугской) музыкальной академии — не ясно. Вероятно, они закончились вместе с окончанием службы Сарти у Потёмкина, в 1791 году, хотя по официальным документам Сарти числился директором академии ещё в 1792 году.
В «потёмкинский» период Сарти сочинил кантату на приезд Екатерины II в Херсон (1787), ораторию «Тебе Бога хвалим» на взятие русскими войсками Очакова (1789) и другие парадные сочинения, в исполнении которых были задействованы огромные составы хористов. В 1790 году Сарти написал четыре хора на тексты «Альцесты» Еврипида (в переводе М. В. Ломоносова); музыка предназначалась для пятого действия знаменитого проекта Екатерины II «Начальное управление Олега» (отчасти на тексты самой императрицы), в котором участвовали также композиторы К.Каноббио и В. А. Пашкевич.
В марте 1793 года Сарти вновь занял пост придворного капельмейстера. После смерти Екатерины II служил там же под началом Павла I, который пожаловал Сарти высокий чин коллежского советника и две подмосковные деревни Становая и Паткино (в Софьинской волости Бронницкого уезда). Позднейшее творчество Сарти наряду со сценическими сочинениями, из которых наиболее известны опера «Эней в Лации» (итал. Enea nel Lazio; 1799) и балет «Любовь Флоры и Зефира» (фр. Les amours de Flore et de Zéphire; 1800, поставленный в Гатчине Пекеном Шевалье), включало ряд произведений торжественного характера, в том числе «Реквием памяти Людовика XVI» (1793) и кантату «Гений России» на коронацию Павла I (1797).
В российский период творчества (главным образом, в Придворной капелле) Сарти сочинял под заказ много духовной музыки — как католической (на латинские тексты), так и православной (на литургические церковнославянские тексты, притом что русского языка он не знал). Ему принадлежит кантата Te Deum (на взятие крепости Килия, 1790) и два Реквиема (1793, 1798). Среди многих произведений православной музыки: Херувимская, пасхальный концерт «Радуйтеся, людие!» на текст стихиры из пасхальной заутрени, «Благослови, душе моя, Господа» (предначинательный псалом из Всенощного бдения), хоровой концерт «Плачу и рыдаю» (на текст стихиры из службы отпевания — нестандартный, но очень интересный с точки зрения подбора голосов и формы), шестиголосный партесный концерт «Отрыгну сердце мое», великопостное богослужебное песнопение «Ныне силы небесныя», концерт для двойного хора и оркестра «Господи, помилуй», стихира-запев из Всенощного бдения «Помилуй мя, Боже» для струнного ансамбля, клавесина и хора, три хоровых концерта «Тебе Бога хвалим», два концерта на текст великого славословия «Слава в вышних Богу», «русская ораторио» «Господи, воззвах к Тебе» и т. д. Многие духовные сочинения Сарти хранятся в рукописи (в основном, в Санкт-Петербурге) и до сих пор не опубликованы.
В поздний петербургский период Сарти занимался изысканиями в области музыкальной акустики. В 1796 году в Санкт-Петербургской академии наук Сарти прочитал доклад об эталоне высоты руководимого им петербургского оркестра. Доклад включал физико-математический опыт с двумя органными трубами, монохордом, маятником («секундовым отвесом») и «стройником» (камертоном). Результатом доклада Сарти стала констатация особенного (более высокого, чем был принят в Англии) эталона высоты в музыкальной практике Петербурга, равного 436 Гц. Этот эталон высоты получил название «петербургский камертон».
Учениками Сарти в России были композиторы Степан Дегтярёв, Степан Давыдов, Даниил Кашин и Лев Гурилёв и др. Творческое влияние Сарти заметно в музыке Артемия Веделя. 
В 1801 году Сарти вышел в отставку и отправился в 1802 году в Италию, но умер по дороге домой, в Берлине. Место захоронения неизвестно.

## Интересные факты
- Внуком композитора был итальянский художник-академист, шахматист и шахматный композитор, участник революции 1848—1849 годов Луиджи Муссини.